# کلود نیکو
کلود نیکو (فرانسوی: Claude Nicot‎؛ ۱۲ فوریه ۱۹۲۵ – ۱۷ نوامبر ۲۰۰۳) بازیگر اهل فرانسه بود.
از فیلم‌ها یا برنامه‌های تلویزیونی که وی در آن نقش داشته است، می‌توان به آقای ونسان و عدالت اجرا شد اشاره کرد.